# Liste der Biografien/Fag
Liste der Biografien |
Portal Biografien |
Personensuche
# |
A |
B |
C |
D |
E |
F |
G |
H |
I |
J |
K |
L |
M |
N |
O |
P |
Q |
R |
S |
T |
U |
V |
W |
X |
Y |
Z |
?
 
Fa |
Fe |
Ff |
Fh |
Fi |
Fj |
Fk |
Fl |
Fm |
Fn |
Fo |
Fr |
Ft |
Fu |
Fy
 
Faa |
Fab |
Fac |
Fad |
Fae |
Faf |
Fag |
Fah |
Fai |
Faj |
Fak |
Fal |
Fam |
Fan |
Fao |
Fap |
Faq |
Far |
Fas |
Fat |
Fau |
Fav |
Faw |
Fax |
Fay |
Faz
Die Liste der Biografien führt alle Personen auf, die in der deutschsprachigen Wikipedia einen Artikel haben. Dieses ist eine Teilliste mit 122 Einträgen von Personen, deren Namen mit den Buchstaben „Fag“ beginnt.

## Fag

### Faga
- Fagala, Milan (* 1936), tschechoslowakischer Radrennfahrer
- Fagan, Barthélemy-Christophe (1702–1755), französischer Dramatiker
- Fagan, Brian (1936–2025), US-amerikanischer Anthropologe
- Fagan, Charles (1881–1974), irischer Politiker (Fine Gael)
- Fagan, Craig (* 1982), englischer Fußballspieler
- Fagan, Ed (* 1952), US-amerikanischer Anwalt
- Fagan, Garth (* 1940), jamaikanischer Tänzer, Choreograf und Tanzpädagoge
- Fagan, James Fleming (1828–1893), US-amerikanischer Politiker und General der Konföderierten im Bürgerkrieg
- Fagan, Joe (1921–2001), englischer Fußballspieler und -trainer
- Fagan, Lauren, australische Opern- und Konzertsängerin in der Stimmlage Sopran
- Fagan, Linda (* 1963), US-amerikanische Soldatin (Admiral)Linda L. Fagan (* 1963)

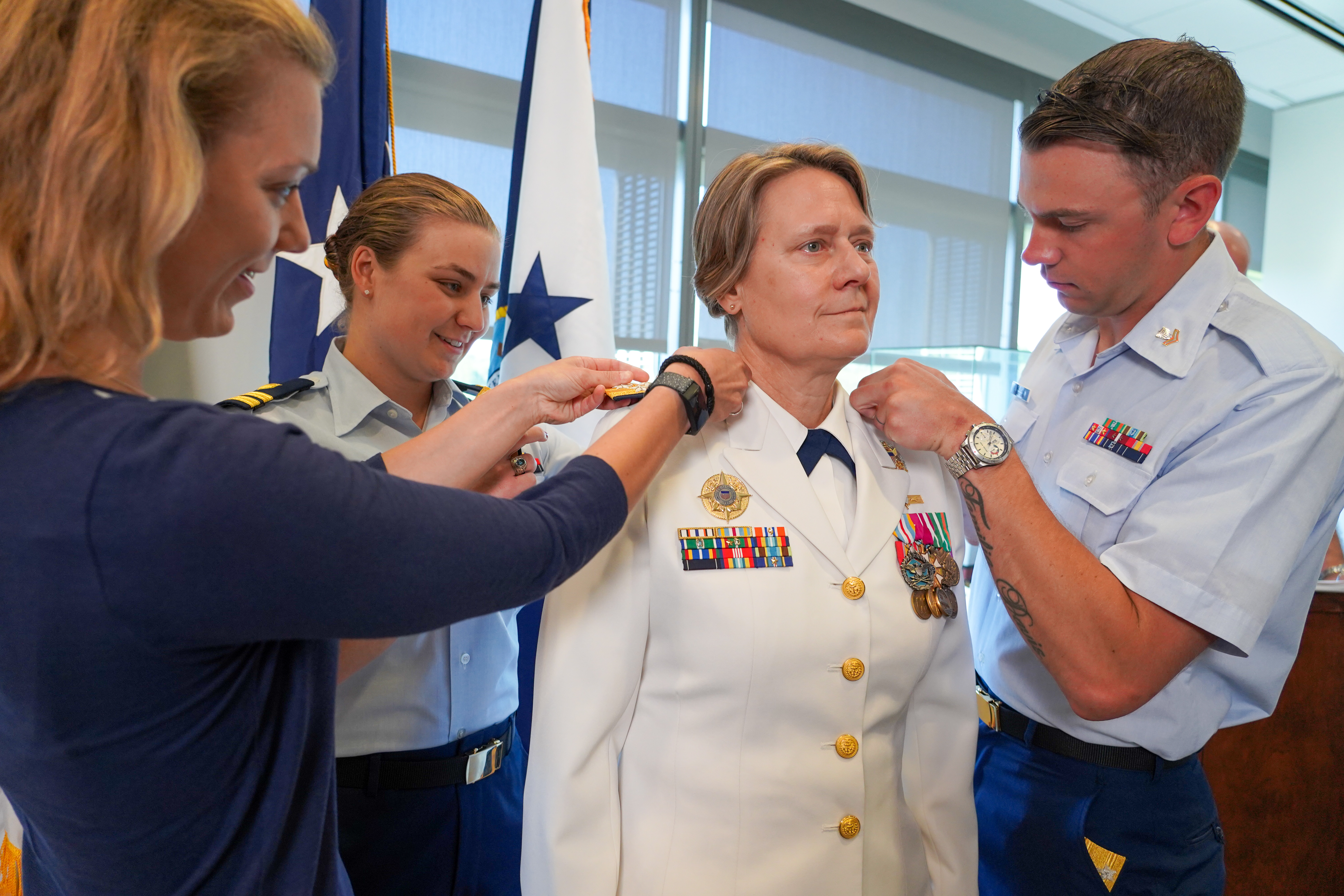
Linda L. Fagan (* 1963)

- Fagan, Luke (1656–1733), irischer römisch-katholischer Erzbischof von Dublin
- Fagan, Martin (* 1983), irischer Langstreckenläufer
- Fagan, Mary (* 1939), britischer Lord-Lieutenant von Herefordshire
- Fagan, Michael (* 1948), britischer Einbrecher
- Fagan, Patsy (* 1951), irischer Snookerspieler
- Fagan, Robert (* 1976), kanadischer Snowboarder
- Fagan, Seymour (* 1967), jamaikanischer Sprinter
- Fagan, Willie (1917–1992), schottischer Fußballspieler
- Fagarazzi, Daniele (1944–2019), italienischer Comiczeichner
- Fagaschinski, Kai (* 1974), deutscher Jazzklarinettist und Improvisationsmusiker

### Fagb
- Fagbemi, Ola (* 1984), nigerianischer Badmintonspieler
- Fagbenle, Emmanuel (* 1958), nigerianischer Richter
- Fagbenle, O. T. (* 1981), britischer Schauspieler, Schriftsteller und RegisseurO. T. Fagbenle (* 1981)

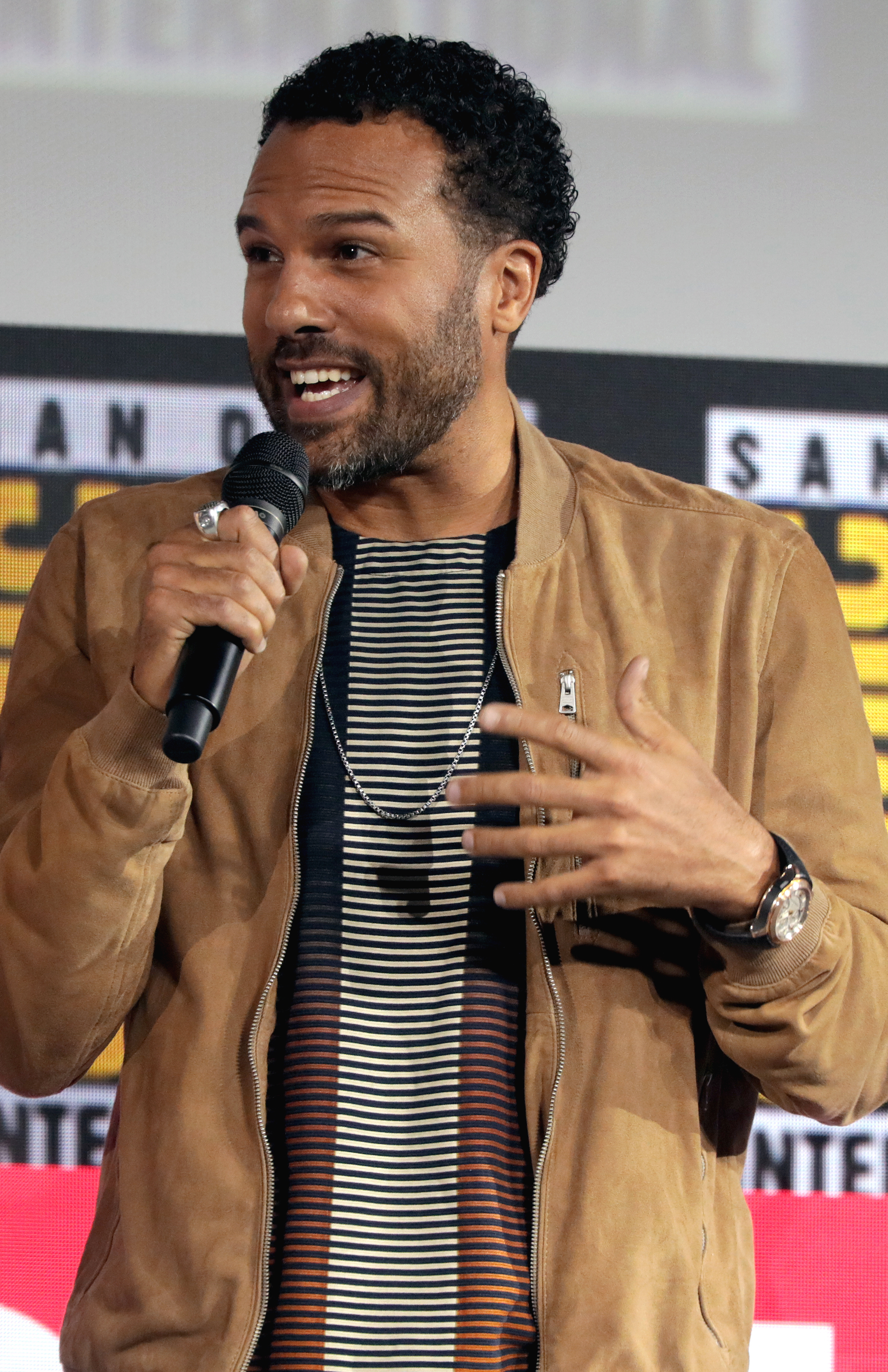
O. T. Fagbenle (* 1981)

### Fage
- Fage, Antoinette (1824–1883), französische Ordensfrau und Ordensgründerin
- Fage, Jean-Louis (1883–1964), französischer Meeresbiologe, Arachnologe und Speläologe
- Fage, John Donnelly (1921–2002), britischer Historiker, Autor und Hochschullehrer
- Fagedet, Lucie (* 2000), französische Filmschauspielerin
- Fagel, François Nicolaas (1645–1718), Feldmarschallleutnant der Habsburgischen Niederlande
- Fagel, Gaspar (1634–1688), niederländischer Staatsmann und Ratspensionär
- Fagel, Hendrik (1765–1838), niederländischer Politiker
- Fagel, Robert (1771–1856), niederländischer Politiker und Militär
- Fagemo, Linus (* 1977), schwedischer Eishockeyspieler und -trainer
- Fagen, Arthur (* 1951), US-amerikanischer Dirigent
- Fagen, Donald (* 1948), US-amerikanischer Sänger und KeyboarderDonald Fagen (* 1948)

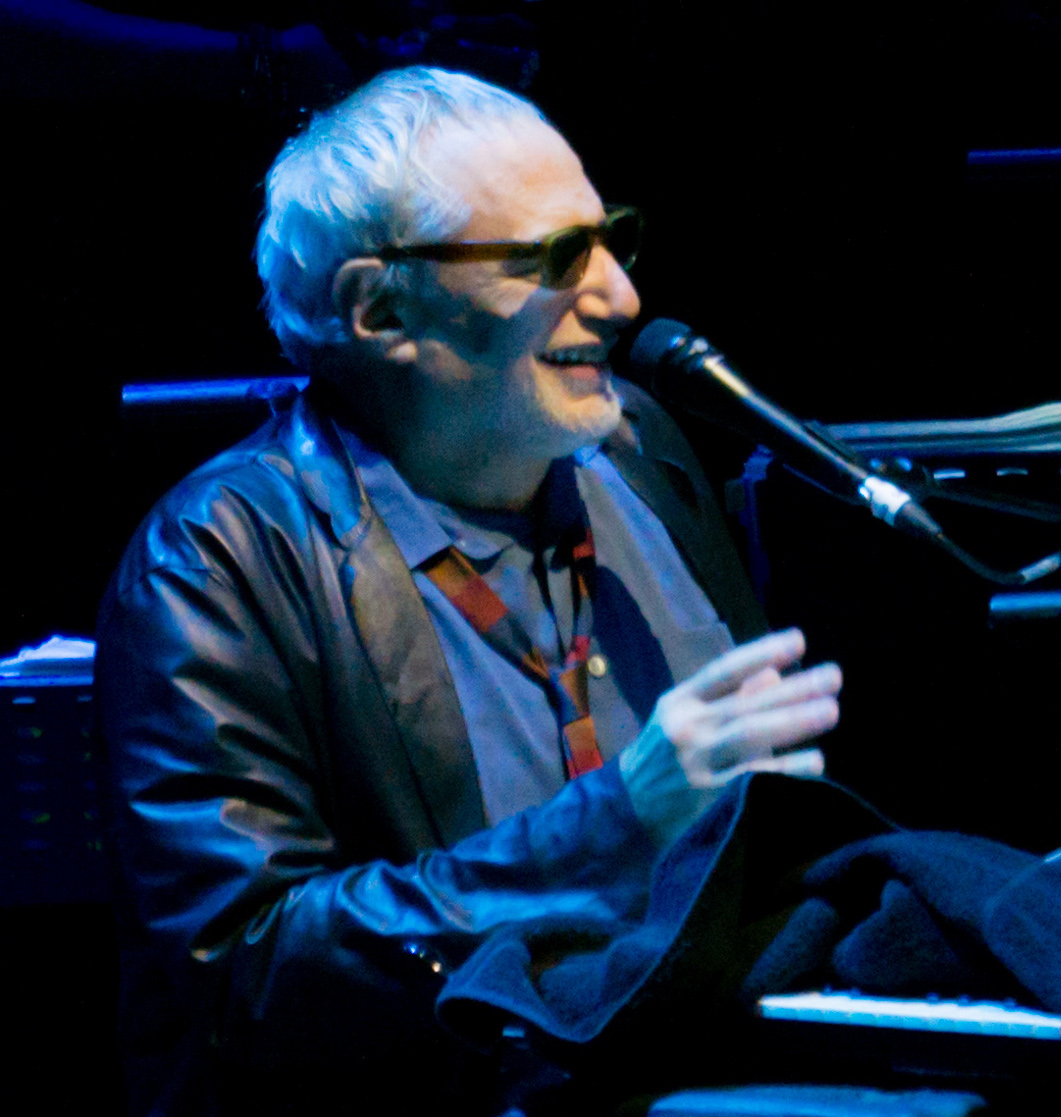
Donald Fagen (* 1948)

- Fager, August (1891–1967), finnisch-US-amerikanischer Crossläufer
- Fagerås, Mona (* 1972), norwegische Politikerin (SV)
- Fagerås, Ole Henrik (* 1939), norwegischer Nordischer Kombinierer
- Fagerbakke, Bill (* 1957), US-amerikanischer Schauspieler und Synchronsprecher
- Fagerberg, Ken (* 1989), schwedischer Fußballspieler
- Fagereng, Elisabeth (* 1976), norwegische Fußballspielerin
- Fagerer, Werner (* 1964), österreichischer Grasskiläufer
- Fagerholm, Karl-August (1901–1984), finnischer Politiker, Mitglied des Reichstags
- Fagerholm, Monika (* 1961), finnlandschwedische Autorin
- Fagerhus, Hæge (* 1979), norwegische Handballspielerin und -trainerin
- Fagerland, Kaisa Sol (* 2008), norwegische Leichtathletin
- Fagerlin, Ferdinand (1825–1907), schwedisch-deutscher Maler
- Fagerlund, Kenneth (1927–1997), schwedischer Jazzmusiker (Schlagzeug) und Orchesterleiter
- Fagerlund, Lennart (* 1952), schwedischer Radsportler
- Fagerlund, Sebastian (* 1972), finnischer Komponist
- Fagernäs, Leif (* 1947), finnischer Diplomat
- Fagerquist, Don (1927–1974), US-amerikanischer Jazzmusiker
- Fagerson, Matt (* 1998), schottischer Rugby-Union-Spieler
- Fagerson, Zander (* 1996), schottischer Rugby-Union-Spieler
- Fagerstedt, Claes-Göran (1928–2015), schwedischer Jazzmusiker (Piano, Komposition)
- Fagerström, Karl (* 1946), schwedischer Psychologe
- Fagerström, Linda (* 1977), schwedische Fußballspielerin
- Fagerström, Nina (* 1982), finnische Springreiterin
- Fagerudd, Siri (* 1995), finnlandschwedische Schauspielerin
- Fages, Odilon (1875–1939), französischer Geistlicher, Apostolischer Vikar von Orange River
- Fages, Pedro (* 1734), Gouverneur von Oberkalifornien
- Faget, Maxime (1921–2004), US-amerikanischer NASA-Raumfahrttechniker
- Fageth, Ferdinand (1894–1976), österreichischer Gastwirt, Bergmann und Politiker (SDAP, SPÖ), Landtagsabgeordneter, Abgeordneter zum Nationalrat

### Fagg
- Fagg, Bernard (1915–1987), britischer Archäologe und Museumskurator
- Fagg, Charlie (* 1999), britischer Autorennfahrer
- Faggi, Franco (1926–2016), italienischer Ruderer
- Faggin, Federico (* 1941), italienischer UnternehmerFederico Faggin (* 1941)

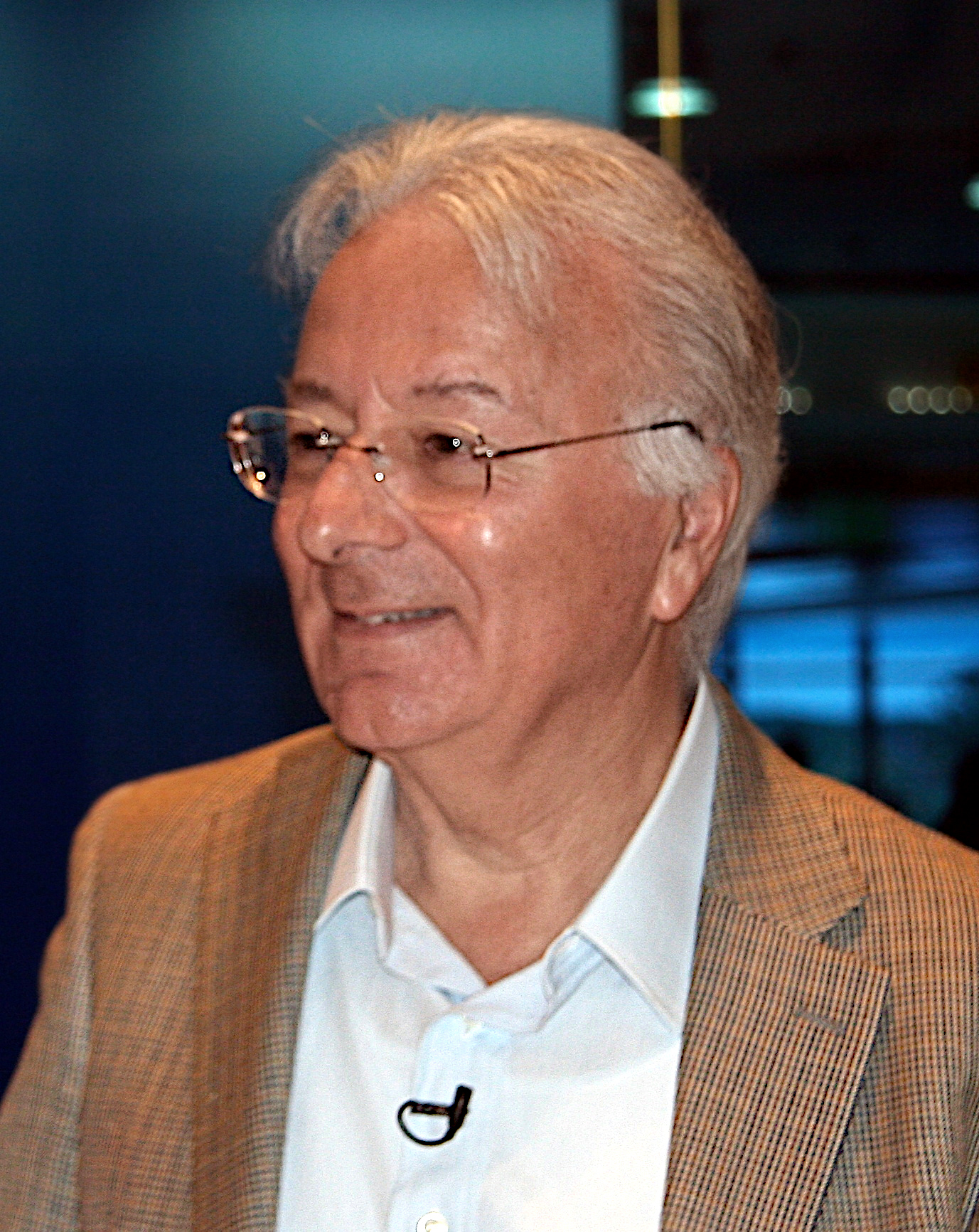
Federico Faggin (* 1941)

- Faggin, Leandro (1933–1970), italienischer Radrennfahrer
- Faggioli, Michelangelo (1666–1733), neapolitanischer Jurist und Komponist
- Faggioli, Simone (* 1978), italienischer Bergrennfahrer im Automobilsport
- Faggioni, Carlo (1915–1944), italienischer Militär, Pilot der Regia Aeronautica und Aeronautica Nazionale Repubblicana im Zweiten Weltkrieg
- Faggioni, Luigi (1909–1991), italienischer Marineoffizier
- Faggs, Mae (1932–2000), US-amerikanische Leichtathletin und Olympiasiegerin

### Fagh
- Faghani, Alireza (* 1978), iranischer Fußballschiedsrichter
- Faghani, Sogol (* 1995), deutsche Schauspielerin
- Faghih, Nezameddin (* 1953), iranischer Maschinenbauingenieur und Hochschullehrer
- Faghir, Wahid (* 2003), dänischer Fußballspieler

### Fagi
- Fagiani, Angelo (1943–2020), italienischer Geistlicher und römisch-katholischer Erzbischof von Camerino-San Severino Marche
- Fagin, Dan (* 1963), US-amerikanischer Journalist und Buchautor
- Fagin, Joe (* 1940), englischer Popsänger
- Fagin, Ronald (* 1945), US-amerikanischer Informatiker
- Fagioli, Franco (* 1981), argentinischer Opernsänger (Countertenor)
- Fagioli, Luigi (1898–1952), italienischer AutomobilrennfahrerLuigi Fagioli (1898–1952)

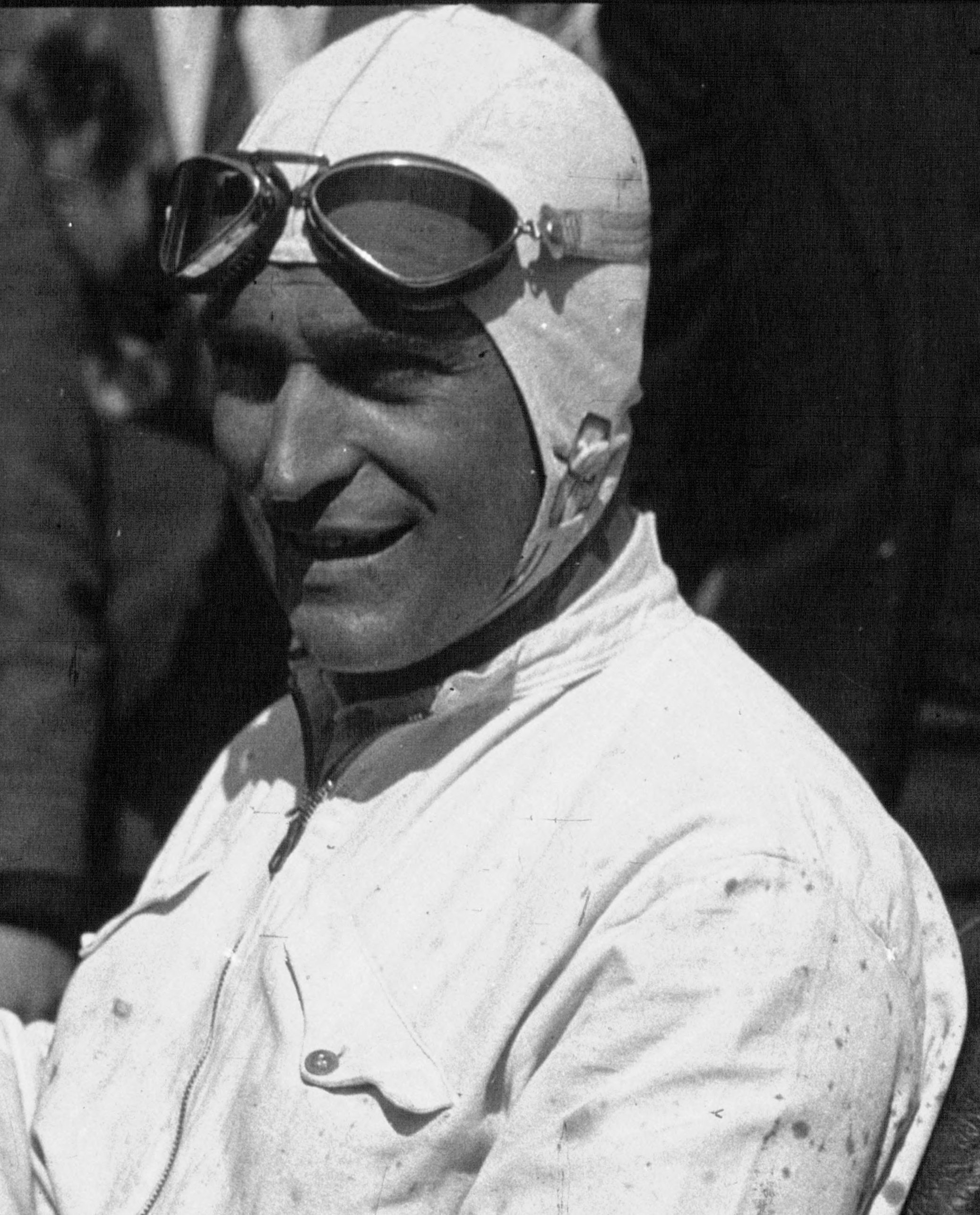
Luigi Fagioli (1898–1952)

- Fagioli, Massimo (1931–2017), italienischer Psychiater und Filmemacher
- Fagioli, Nicolò (* 2001), italienischer Fußballspieler
- Fagiolo, Silvio (1938–2011), italienischer Diplomat
- Fagiolo, Vincenzo (1918–2000), italienischer Kardinal der römisch-katholischen Kirche und Erzbischof von Chieti
- Fagiuoli, Giovanni Battista (1660–1742), italienischer Schriftsteller, Dichter und Dramatiker
- Fagius, Hans (* 1951), schwedischer Organist
- Fagius, Paul (1504–1549), deutscher Reformator und Hebraist

### Fagl
- Fåglum Karlsson, Marcus (* 1994), schwedischer Radrennfahrer

### Fagn
- Fagnano, Antonio († 1918), italienischer Automobilrennfahrer
- Fagnano, Giovanni (1715–1797), italienischer Mathematiker und Geistlicher
- Fagnano, José (1844–1916), italienischer Salesianer Don Boscos, Missionar und römisch-katholischer Präfekt
- Fagner (* 1989), brasilianischer Fußballspieler
- Fagni, Nedo (1931–2020), italienischer Radrennfahrer
- Fagniez, Gustave (1842–1927), französischer Historiker
- Fagnini, Gian Matteo (* 1970), italienischer Radrennfahrer
- Fagnoul, Bruno (1936–2023), belgischer Politiker

### Fago
- Fago, Amedeo (* 1940), italienischer Szenenbildner und Filmregisseur
- Fago, Giovanni (* 1933), italienischer Filmregisseur und Drehbuchautor
- Fago, Nicola (1677–1745), italienischer Komponist des Barock
- Fagon, Guy-Crescent (1638–1718), französischer Arzt und Botaniker
- Fagon, Yves (1910–1996), französischer Politiker, Mitglied der Nationalversammlung
- Fagone, Stellario (* 1970), italienischer Dirigent, Pianist, Komponist und Chorleiter
- Fagone, Vittorio (1933–2018), italienischer Kunstkritiker
- Fagot, Antoine (* 1956), belgischer Fußballspieler und -trainer
- Fagot, Jean-Noël (* 1958), französischer Eisschnellläufer

### Fagr
- Fagraeus, Astrid (1913–1997), schwedische Immunologin
- Fagralid, Helle (* 1976), dänische Schauspielerin
- Fagrell, Johan (* 1967), schwedischer Radrennfahrer

### Fagu
- Fagu, Besim (1925–1999), albanischer Fußballspieler
- Fagu, Erbim (* 1987), albanischer Fußballspieler
- Faguet, Émile (1847–1916), französischer Literaturkritiker und Schriftsteller
- Fagúndez, Diego (* 1995), uruguayischer Fußballspieler
- Fagúndez, Eric (* 1998), uruguayischer Radrennfahrer
- Fagúndez, Juan Pablo (* 1985), uruguayischer Fußballspieler
- Fagúndez, Leonardo (* 1993), argentinischer Fußballspieler
- Fagúndez, Nicolás (* 1986), uruguayischer Fußballspieler
- Fagúndez, Ronald (* 1979), uruguayischer Fußballspieler
- Fagunwa, Daniel O. (1903–1963), nigerianischer Lehrer und Autor

### Fagy
- Fagyas, Maria (1905–1985), ungarisch-US-amerikanische Schriftstellerin